# Lauterbach (Oelsnitz)
Lauterbach ist ein Ortsteil der Großen Kreisstadt Oelsnitz/Vogtl. im sächsischen Vogtlandkreis. Er wurde am 1. Juli 1950 in die Stadt Oelsnitz/Vogtl. eingemeindet und im Jahr 2011 als offizieller Ortsteil der Stadt Oelsnitz/Vogtl. gestrichen.

## Name
Lauterbach wird erstmals im Jahr 1265 als „Luterbach“ erwähnt und erscheint 1378 das erste Mal in Urkunden als „Lutterbach“. Schon 1418 erhält es die hochdeutsche Bezeichnung „Lauterbach“ und 1467 mit „Lawttirpoch“ eine eher regionalsprachliche. Letzteres wird gedeutet als „Dorf am lauteren Bach“.

## Geografie

### Lage und Verkehr
Der Ortsteil Lauterbach liegt im Südwesten der Stadt Oelsnitz/Vogtl. Er befindet sich im Westen des Vogtlandkreises und im sächsischen Teil des historischen Vogtlands. Geografisch liegt Lauterbach im Zentrum des Naturraums Vogtland (Übergang vom Mittelvogtländischen Kuppenland zum Oberen Vogtland). Der durch den Ort fließende Lauterbacher Dorfbach mündet in die Weiße Elster.
Durch Lauterbach führt die Staatsstraße 307, welche nördlich des Orts auf die Bundesstraße 92 trifft.
Lauterbach ist mit der StadtBus-Linie 91 des Verkehrsverbunds Vogtland im Zweistundentakt an Oelsnitz angebunden. Am dortigen Bahnhof besteht Anschluss zum PlusBus nach Plauen und Schöneck sowie der Vogtlandbahn nach Adorf.

### Nachbarorte
|                                |                                             | Oelsnitz/Vogtl. |
| Schönbrunn mit Obertriebelbach | Kompassrose, die auf Nachbargemeinden zeigt | Unterhermsgrün  |
| Untertriebel                   |                                             | Oberhermsgrün   |

## Geschichte
Schon 1265 wird die Siedlung erstmals erwähnt. Die Flurform des deutschen Kurzwaldhufendorfes deutet auf eine Siedlung fränkischer Bauern hin. Der Ort ist vermutlich als Vorwerk, als ein Wirtschaftshof des Schlosses Voigtsberg, entstanden. Er befand sich im Jahr 1332 im Besitz des Grafen von Truhendingen. Kurz darauf kam der Ort an Friedrich IV., der wiederum seinen Besitz an die Herren von Trützschler veräußerte. Ein Rittersitz ist in Lauterbach seit 1445 nachgewiesen. Unter den Herren von Trützschler erfolgte im Jahr 154 die Teilung des Rittersitzes, woraus sich zunächst ein Rittergut und ein Vorwerk, später zwei Rittergüter entwickelten. Später kaufte die Stadt Oelsnitz beide Güter. Während sich das Rittergut Lauterbach Oberer Teil im Jahr 1901 im Besitz der Herren Albin Rudert und Karl August Bleicher befand, kam das Rittergut Lauterbach Unterer Teil an die Familie Schilbach. Danach wechselte es im ersten Viertel des 20. Jahrhunderts mehrfach den Besitzer, bis es schließlich 1918 an die Familie Grau kam.
Bezüglich der Grundherrschaft gehörte Lauterbach zeitweise anteilig zu beiden Rittergütern von Lauterbach, zur Pfarre Oelsnitz, dem Rat zu Oelsnitz und als Amtsdorf zum kursächsischen bzw. königlich-sächsischen Amt Voigtsberg. Das Rittergut Lauterbach Oberer Teil besaß die Gerichtsbarkeit über Güter in Lauterbach, Oberhermsgrün, Obertriebel, Obertriebelbach, Saalig und Untertriebel. Das Rittergut Lauterbach Unterer Teil besaß die Gerichtsbarkeit über Güter in Lauterbach, Oberhermsgrün und Obertriebelbach. 1856 wurde der Ort dem Gerichtsamt Oelsnitz und 1875 der Amtshauptmannschaft Oelsnitz angegliedert. Kirchlich ist Lauterbach seit jeher nach Oelsnitz gepfarrt. Im Jahre 1880 hatte Lauterbach 561 Einwohner, im Jahre 1900 bereits 966. Das Wachstum der Oelsnitzer Industrie machte sich auch hier bemerkbar. 1925 betrug die Dorffläche 875 ha und 1189 Einwohner waren gezählt worden. Im Zuge der Bodenreform in der Sowjetischen Besatzungszone ab 1945 wurden die Rittergüter enteignet. Während das  Herrenhaus des Ritterguts Lauterbach Unterer Teil in den Jahren 1949/1950 größtenteils abgerissen wurde, ist das Rittergut Lauterbach Oberer Teil bis heute bewohnt.
Lauterbach wurde am 1. Juli 1950 nach Oelsnitz eingemeindet. In diesem Zuge wurde die bisher zu Lauterbach gehörige Siedlung Süßebach nach Ebersbach umgegliedert. Durch die zweite Kreisreform in der DDR kam Lauterbach als Ortsteil der Stadt Oelsnitz/Vogtl. im Jahr 1952 zum Kreis Oelsnitz im Bezirk Chemnitz (1953 in Bezirk Karl-Marx-Stadt umbenannt), der im Jahr 1990 als sächsischer Landkreis Oelsnitz fortgeführt wurde und 1996 im Vogtlandkreis aufging. Im Jahr 2011 wurde Lauterbach als offizieller Ortsteil der Stadt Oelsnitz/Vogtl. gestrichen.
Alte Schule Lauterbach
Im Jahre 1813 hatte die Gemeinde in Karl Schönrich aus Zaulsdorf einen ständigen Kinderlehrer angestellt, der bis 1839 die Kinder in einer so genannten Reihenschule lehrte. Nach harten Auseinandersetzungen erbaute die Gemeinde 1839 ein eigenes Schulhaus. Das jetzige Schulgebäude wurde 1899 errichtet und 1911 mit einem Anbau versehen.
Gerichtsbücher
Zu Lauterbachs Geschichte haben sich zahlreiche Gerichtsbücher erhalten, die im frühen 17. Jahrhundert beginnen und Auskunft über Lehen, Handelsgeschäfte, Grundstücksverkehr und Erbangelegenheiten geben.

## Entwicklung der Einwohnerzahl
| Jahr | Einwohnerzahl                              |
| ---- | ------------------------------------------ |
| 1557 | 16 besessene Mann, 2 Gärtner, 5 Inwohner   |
| 1764 | 19 besessene Mann, 17 Häusler, 1 2/3 Hufen |
| 1834 | 442                                        |

| Jahr | Einwohnerzahl |
| ---- | ------------- |
| 1871 | 472           |
| 1890 | 545           |
| 1910 | 1177          |

| Jahr | Einwohnerzahl |
| ---- | ------------- |
| 1925 | 1084          |
| 1939 | 1260          |
| 1946 | 1292          |

## Persönlichkeiten
- Carl Friedrich Keil (1807–1888), Theologe, Privatgelehrter[7]
- Eberhard Hertel (1938–2024), volkstümlicher Sänger und Jodler
- Stefanie Hertel (* 1979), Sängerin des volkstümlichen Schlagers

## Sonstiges
Der Lauterbacher Fußballverein führt den Namen „SG Traktor Lauterbach“. Außerdem gibt es ein Wohnheim für behinderte Menschen, eine Salzheilgrotte und einen Steinbruch. Sehenswert ist ein ehemaliges Zinnbergwerk am Steigerhaus.